# Amphinemura trialetica
Amphinemura trialetica är en bäcksländeart som beskrevs av Zhiltzova 1957. Amphinemura trialetica ingår i släktet Amphinemura och familjen kryssbäcksländor. Inga underarter finns listade i Catalogue of Life.